# Psamathia parallelaria
Psamathia parallelaria är en fjärilsart som beskrevs av Walker 1905. Psamathia parallelaria ingår i släktet Psamathia och familjen Uraniidae. Inga underarter finns listade i Catalogue of Life.